# Lobocleta balistraria
Lobocleta balistraria är en fjärilsart som beskrevs av Dyar 1902. Lobocleta balistraria ingår i släktet Lobocleta och familjen mätare. Inga underarter finns listade i Catalogue of Life.